# Санкт-Петер-им-Зульмталь
Санкт-Петер-им-Зульмталь (нем. Sankt Peter im Sulmtal) — коммуна (нем. Gemeinde) в Австрии, в федеральной земле Штирия. 
Входит в состав округа Дойчландсберг.  Население составляет 1354 человека (на 31 декабря 2005 года). Занимает площадь 10,95 км². Официальный код  —  60 329.

## Политическая ситуация
Бургомистр коммуны — Алойс Пайнзи (АНП) по результатам выборов 2005 года.
Совет представителей коммуны (нем. Gemeinderat) состоит из 15 мест.
- АНП занимает 11 мест.
- СДПА занимает 3 места.
- местный список: 1 место.